# IC 5120
IC 5120 ist eine Balken-Spiralgalaxie vom Hubble-Typ SBbc im Sternbild Indianer am Südsternhimmel. Sie ist schätzungsweise 384 Millionen Lichtjahre von der Milchstraße entfernt.
Das Objekt wurde am 19. September 1903 vom US-amerikanischen Astronomen Royal Harwood Frost entdeckt.